# Escola de Pont-Aven

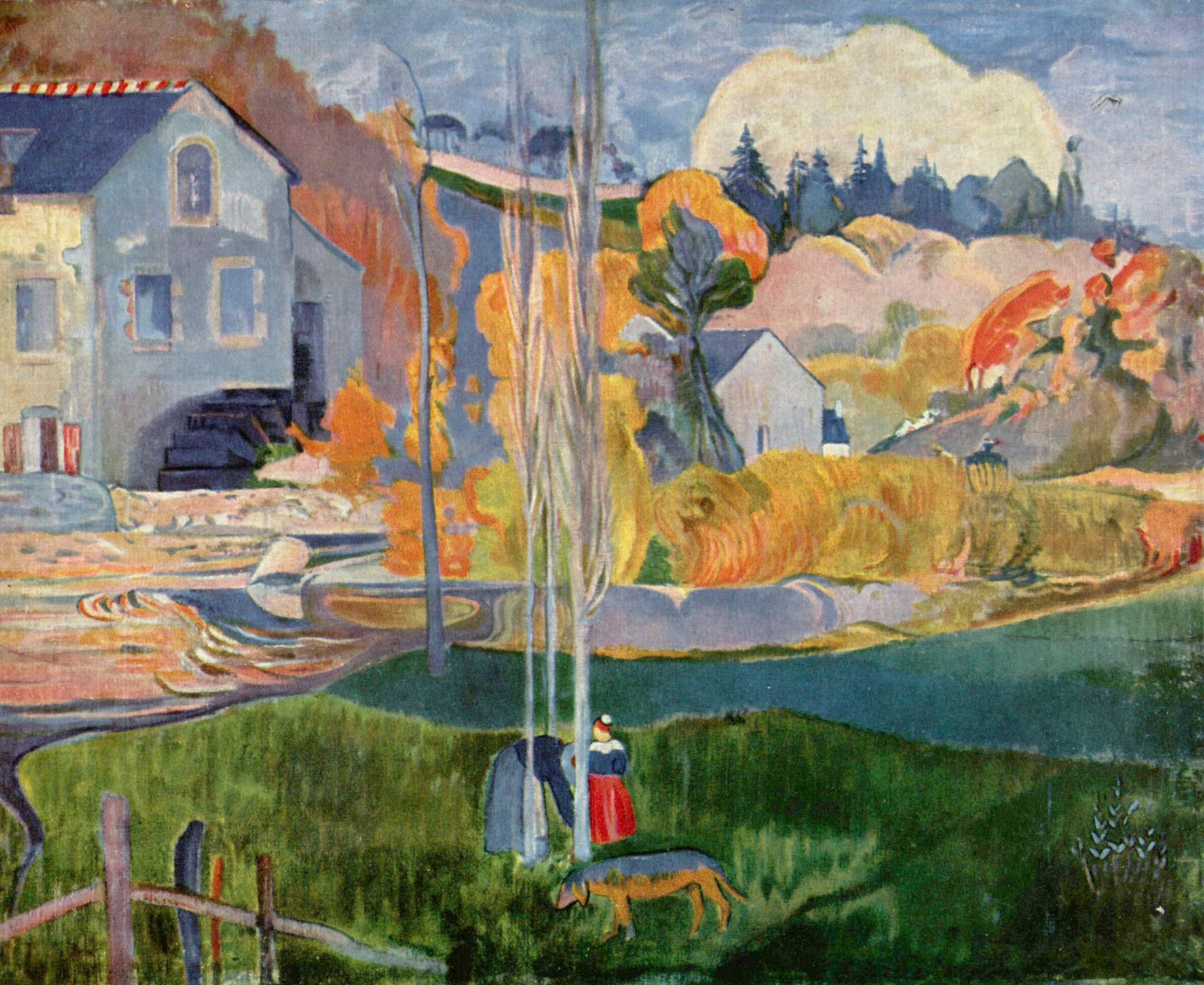
Paul Gauguin, Moinho de água em Pont-Aven, 1894, Museu d'Orsay, Paris

A Escola de Pont-Aven (em francês: École de Pont-Aven, em bretão: Skol Pont Aven) engloba obras de arte influenciadas pela cidade bretã de Pont-Aven e seus arredores. Originalmente, o termo aplicava-se às obras criadas na colónia de artistas de Pont-Aven, que começou a surgir na década de 1850 e durou até ao início do século XX. Muitos dos artistas inspiraram-se nas obras de Paul Gauguin, que passou longos períodos na região no final da década de 1880 e início da década de 1890. As suas obras caracterizam-se frequentemente pela utilização ousada de cores puras e pela escolha de temas simbolistas.

## Antecedentes
Pont-Aven é uma comuna do departamento de Finistère, na Bretanha, França, situada a uma certa distância do interior, onde o rio Aven se encontra com o Oceano Atlântico. A partir da década de 1850, os pintores começaram a frequentar a aldeia de Pont-Aven, desejosos de passar os seus verões longe da cidade, com um orçamento reduzido, num local pitoresco ainda não afetado pelo turismo. Gauguin trabalhou pela primeira vez em Pont-Aven em 1886 e quando regressou em 1888, a situação tinha-se alterado: Pont-Aven já estava lotada e Gauguin procurou um local de trabalho alternativo que encontrou, em 1889, em Le Pouldu (hoje parte da comunidade de Clohars-Carnoët), a alguns quilómetros para leste, na foz do rio Laïta, tradicionalmente a fronteira do departamento de Morbihan. É aí que Gauguin, acompanhado por Meijer de Haan, Charles Filiger e, durante algum tempo, por Paul Sérusier, passa o inverno de 1889/1890 e vários meses depois.

## História

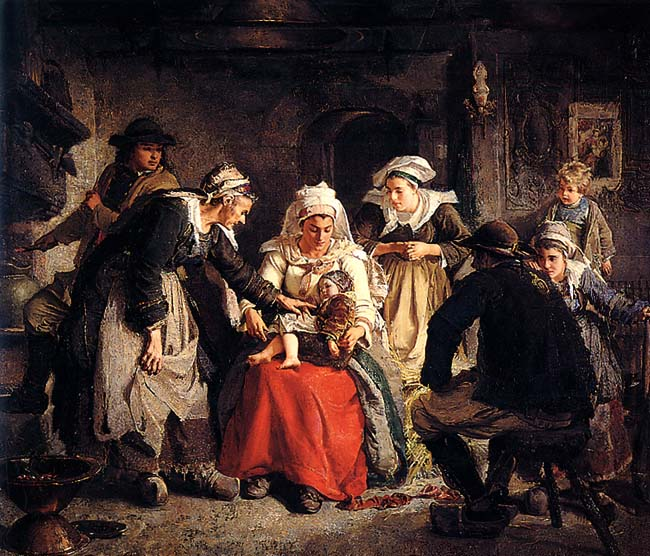
Robert Wylie: La Sorcière bretonne ("A Bruxa Bretã") (1872).

A abertura da ferrovia de Paris a Quimper, em 1862, favoreceu o turismo na Bretanha. O primeiro grupo de artistas a chegar a Pont-Aven, no verão de 1866, era constituído por estudantes de arte da Filadélfia, incluindo Henry Bacon, Robert Wylie, C. J. Way, Earl Shinn e Howard Roberts. A estes juntam-se três outros americanos, Benjamin Champney, Frederick Bridgeman e Moses Wright, dois pintores ingleses, Lewis e Carraway, e dois franceses. Nos 15 anos seguintes, a reputação da colônia espalhou-se, atraindo muitos outros pintores. Jean-Léon Gérôme, um dos principais pintores acadêmicos franceses, incentivou os seus alunos americanos a deslocarem-se à colônia, enquanto artistas paisagistas franceses como William Bouguereau, Louis-Nicolas Cabat e Paul Sébillot também passaram os verões na aldeia. Entre os outros estrangeiros que visitaram a aldeia contam-se Herman van den Anker, dos Países Baixos, Augustus Burke, da Irlanda, e Paul Peel, do Canadá. O ilustrador inglês Randolph Caldecott visitou a aldeia em 1880. Ilustrou a obra de Henry Blackburn, Breton Folk: An Artistic Tour of Brittany (1880), um dos guias mais populares da época. As suas ilustrações ingénuas despertaram a atenção dos artistas visitantes de vanguarda e, em particular, de Gauguin, que é conhecido por ter imitado o estilo de Caldecott nos seus desenhos no seu primeiro verão em Pont-Aven.

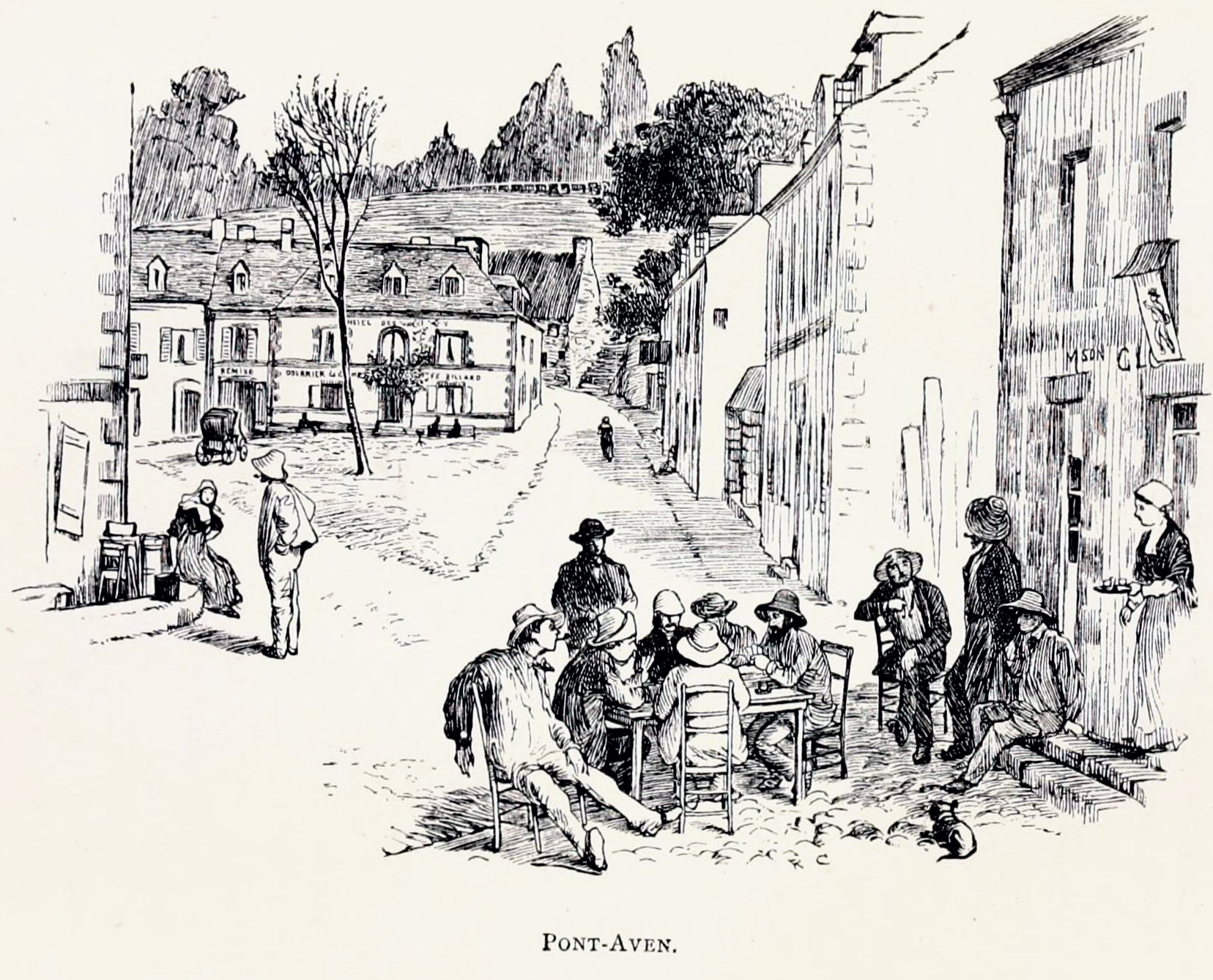
Randolph Caldecott, Pont-Aven, 1881.

Existem três hotéis prontos para acolher os visitantes: o Hôtel de Voyageurs, o Hôtel du Lion d'Or e a Pension Gloanec. A Pension Gloanec, onde Gauguin e o seu círculo se alojaram, era especialmente barata. Quando Blackburn a visitou, oferecia uma demi-pension, ou seja, alimentação, café da manhã e jantar com cidra incluída, por apenas sessenta francos por mês. Os artistas foram atraídos pela beleza da paisagem nos arredores e pelo baixo custo de vida. Muitos deles procuram um novo ponto de partida, na esperança de se afastarem do estilo acadêmico da École des Beaux-Arts e do Impressionismo que começara a entrar em declínio. A Bretanha abriu novos horizontes com a sua língua, os seus trajes tradicionais, a sua fé católica fervorosa, a sua tradição oral e a presença omnipresente de cruzes de granito e de igrejas.
Os dois pintores mais inovadores que chegaram ao local foram Paul Gauguin e Émile Bernard. Gauguin tinha chegado a Pont-Aven em julho de 1886, enquanto Bernard chegou mais tarde no verão. Quando os dois se reencontraram dois anos mais tarde, consolidaram a sua relação. Bernard mostrou a Gauguin o seu Pardon à Pont-Aven (1888), que alguns acreditam ter inspirado Gauguin a pintar o seu Vision après le sermon, afirmando Bernard ter sido o primeiro a adotar a abordagem, que ficou conhecida como Sintetismo. Outros artistas que ficaram com Gauguin, primeiro na Pension Gloanec em Pont-Aven e depois na Buvette de la Plage em Le Pouldu, foram Charles Filiger, Meijer de Haan, Charles Laval, Robert Bevan, Roderic O'Conor, Émile Schuffenecker, Armand Séguin e Władysław Ślewiński. Após a sua primeira viagem ao Taiti em 1891, Gauguin regressou a Pont-Aven pela última vez em 1894, ficando mais uma vez com o seu círculo de amigos na Pensão Gloanec.

## Sintetismo
O estilo desenvolvido em Pont-Aven por Gauguin e Bernard é conhecido como Sintetismo, pois tem como objetivo sintetizar ou combinar imagens, produzindo um novo resultado, muito diferente do Impressionismo. Baseava-se numa série de princípios, incluindo o abandono da representação fiel, a criação de uma obra baseada na memória do artista sobre o tema, mas reflectindo os seus sentimentos enquanto pintava, a aplicação ousada da cor pura, a ausência de perspetiva e sombreamento, a aplicação das formas planas do Cloisonnisme separadas por contornos escuros, e a composição geométrica livre de quaisquer detalhes e enfeites desnecessários.

## Galeria

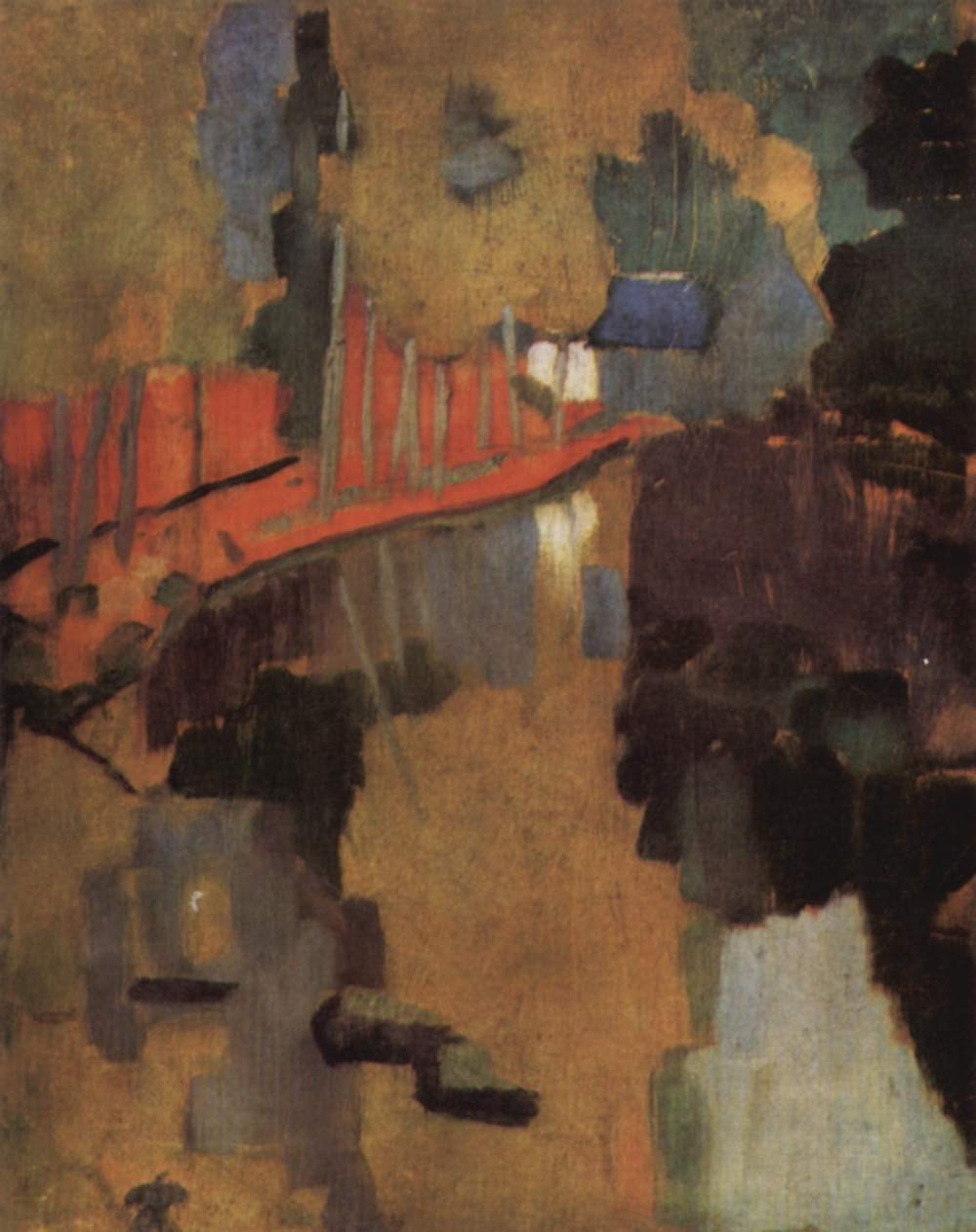
Paul Sérusier, O Talismã, o Aven no Bois d'Amour 1888
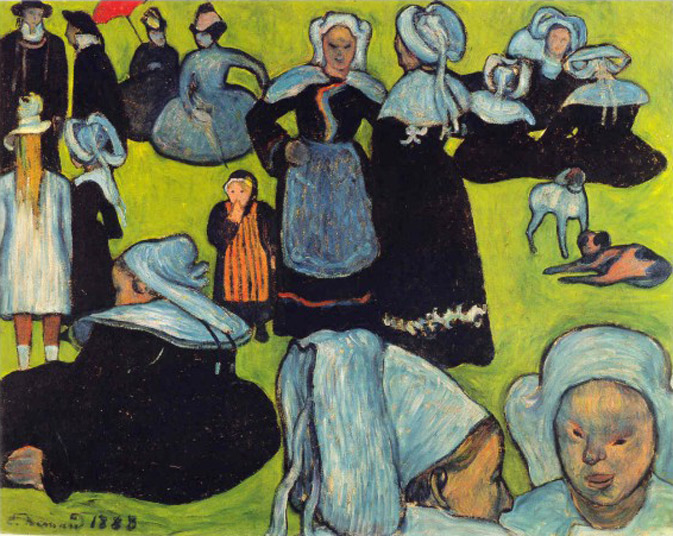
Émile Bernard, Mulheres Bretãs no Prado (O Perdão de Pont-Aven), 1888.
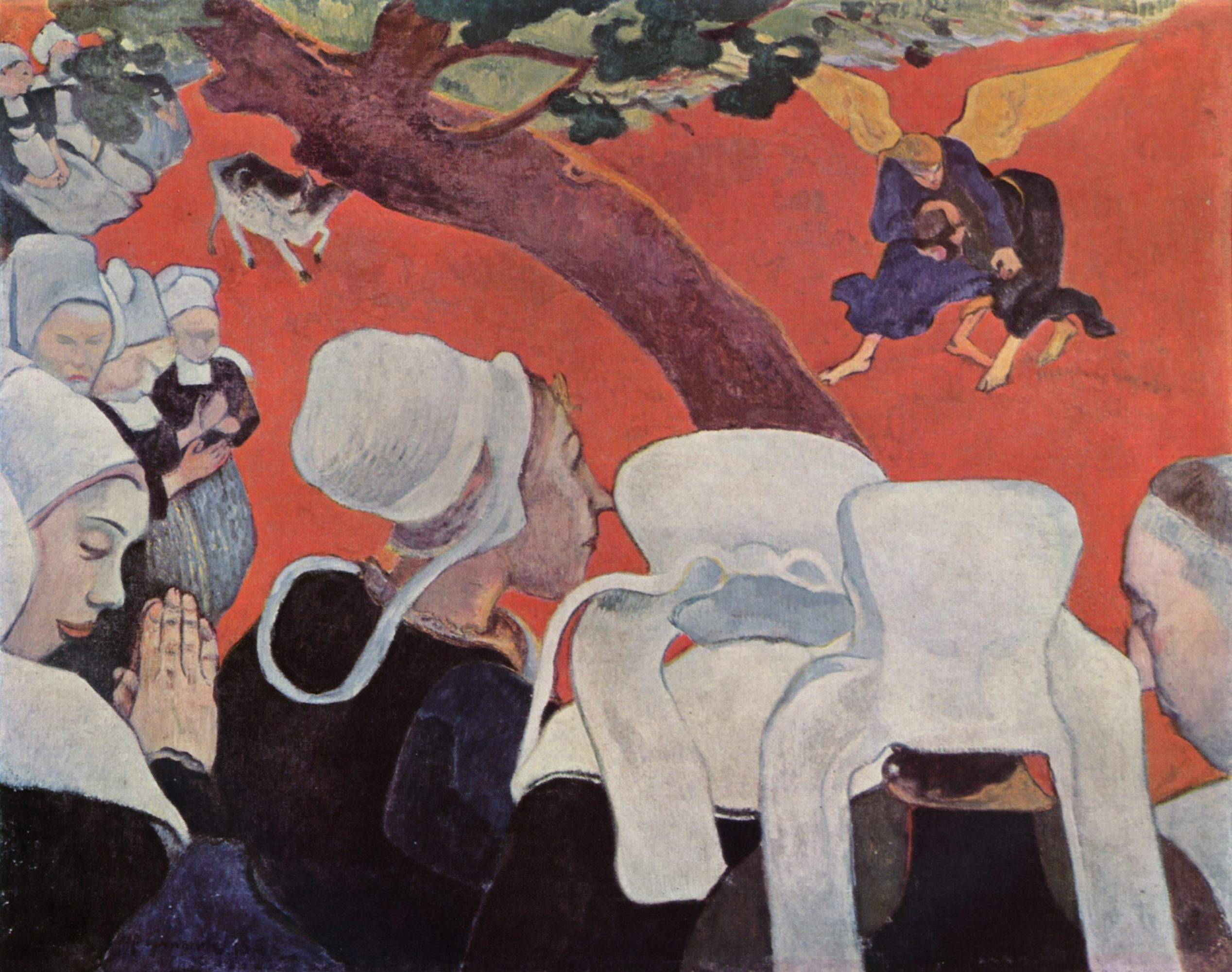
Paul Gauguin, Visão após o Sermão (Jacó Lutando com o Anjo), (1888), Galeria Nacional da Escócia
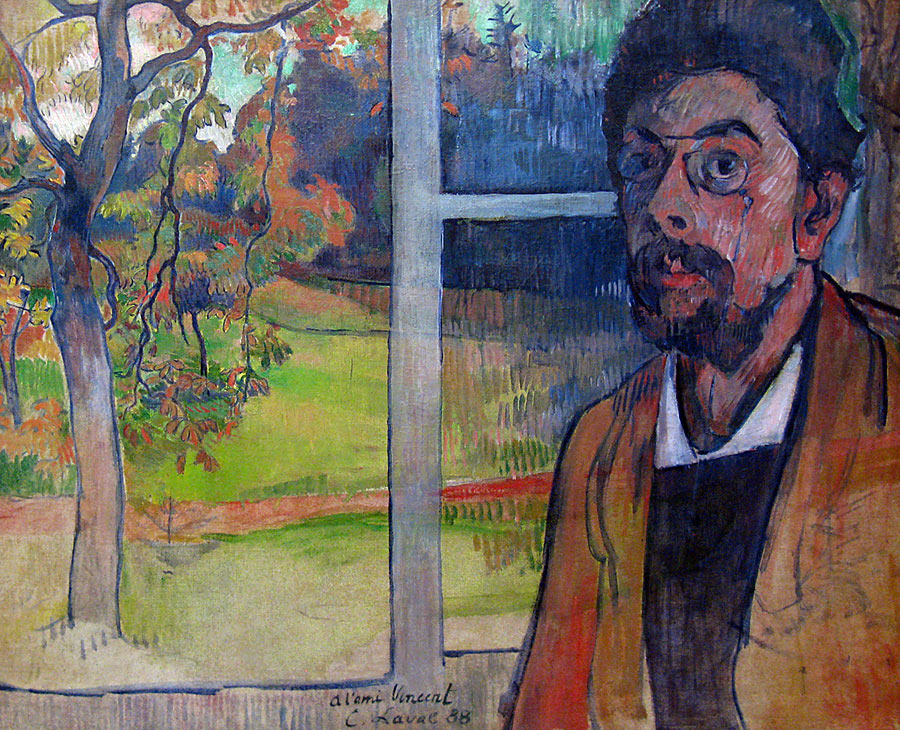
Charles Laval, Autorretrato, 1888, óleo sobre tela, 50 x 60 cm Museu Van Gogh, Amsterdã
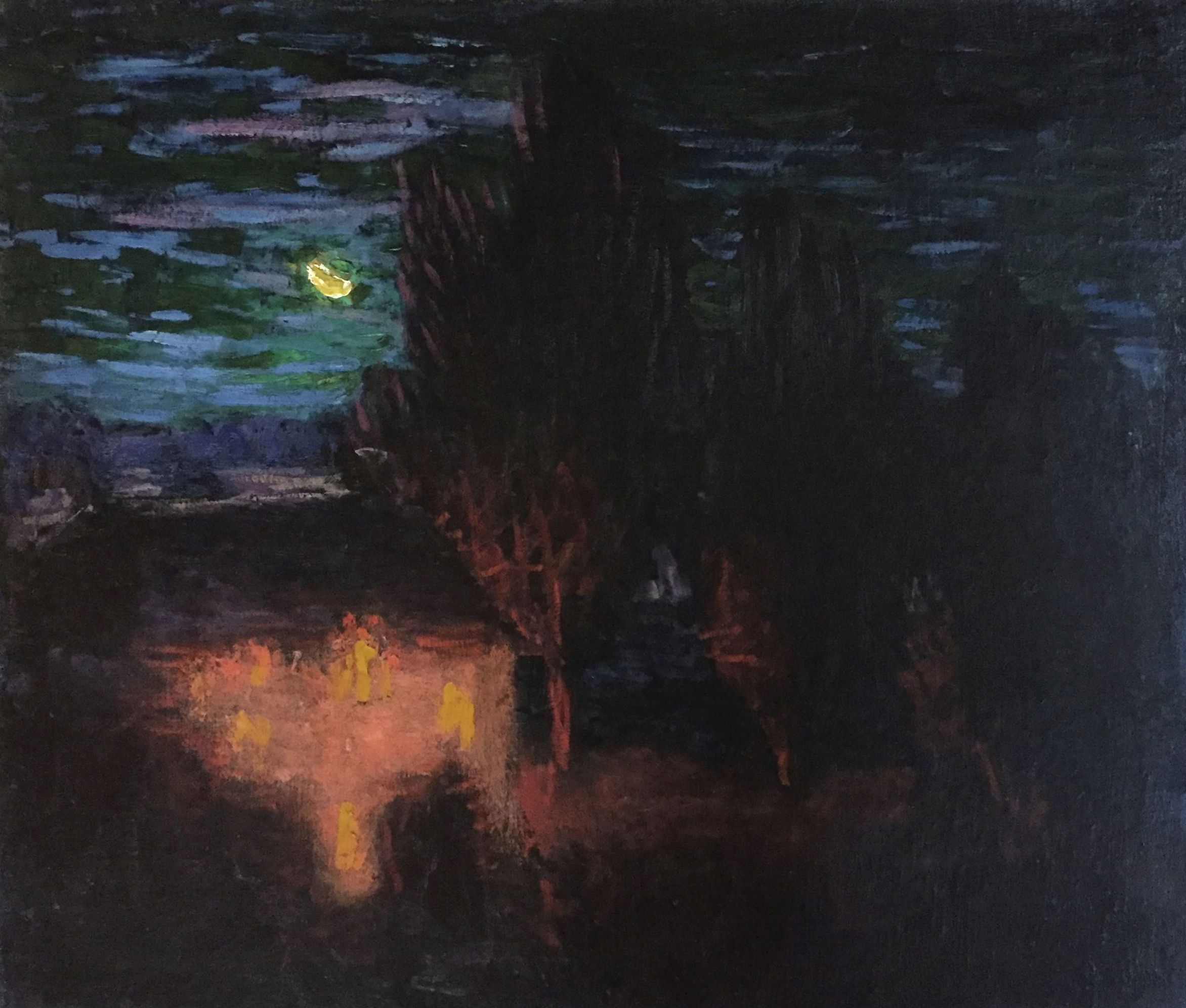
Les Korrigans sous la lune - A dança dos elfos de Pont-Aven (paisagem ao luar com árvores altas) por Roderic O'Conor, ca. 1898-1900

## Artistas que trabalharam em Pont-Aven (ou Le Pouldu)
Organizados por ordem cronológica:
- Otto Weber (1832-1888), alemão, 1863
- Henry Bacon (1839-1912), americano, 1864
- Charles Way, americano, 1864
- Robert Wylie (1839-1877), americano, 1864 até à morte
- Frederick Bridgman, americano, (1847-1928), 1866
- Benjamin Champney (1817-1907), americano, 1866
- Earl Shinn (1838-1886), americano, 1866
- Howard Roberts, (1843-1900), americano, c. 1866
- Herman van den Anker, (1832-1883), holandês, 1868
- William Bouguereau, (1825-1893), francês, 1868
- Louis Cabat, (1812-1893), francês, c. 1868
- Milne Ramsey, (1847-1915), americano, 1870
- Clement Nye Swift, (1846-1918), americano, 1870
- Paul Sébillot, (1843-1918), francês, 1873
- Julian Alden Weir, americano, (1852-1919), 1874
- Augustus Burke, (1838-1891), irlandês, 1875
- William Lamb Picknell, (1853-1897), americano, 1876
- Alexandre Defaux, (1826-1900), francês, 1876
- Thomas Hovenden, (1840-1895), irlandês-americano, 1876
- Frank C. Penfold, (1849-1921), americano, 1877 até à morte
- Henry Mosler, (1841-1920), americano, 1879
- Thomas Alexander Harrison, (1853-1930), americano, 1880
- Paul Peel, (1860-1892), canadense, 1881
- Henry Rodman Kenyon, (1861-1926), americano, 1885, 1886 e 1888
- Arthur Wesley Dow, (1857-1922), americano, 1885
- Paul Gauguin (1848-1903), francês, 1886, 1888, 1889-1890 e 1894
- Émile Bernard (1868-1941), francês, 1886, 1888 e 1891-1893
- Hubert Vos (1855-1935), holandês, 1886
- Charles Laval (1862-1894), francês, 1886
- Emile Schuffenecker (1851-1934), francês, 1886
- Ferdinand du Puigaudeau (1864-1930), francês, 1886
- Ernest de Chamaillard (1862-1930), francês, 1888
- Meijer de Haan (1852-1895), holandês, 1888
- Władysław Ślewiński (1854-1918), polaco, 1889
- Paul Sérusier (1864-1927), francês, 1888, 1889 (e 1889, 1890)
- Armand Séguin (1869-1903), francês, 1891-1893
- Charles Filiger (1863-1928), francês, a partir de 1888
- Jan Verkade (1868-1946), holandês, 1891, 1892
- Mogens Ballin (1871-1914), dinamarquês, 1891, 1892
- Henry Moret (1856-1913), francês, a partir de 1888
- Ernest Ponthier de Chamaillard (1862-1930), francês, a partir de 1888
- Gustave Loiseau (1865-1935), francês, 1890
- Émile Jourdan (1860-1931), francês, a partir de 1888
- Jens Ferdinand Willumsen (1863-1958), dinamarquês, 1890
- Roderic O'Conor (1860-1940), irlandês, 1892
- Maurice Denis (1870-1943), francês
- Paul-Émile Colin (1867-1949), francês
- Robert Polhill Bevan, inglês, 1890, 1891, 1892, 1893 e 1894
- Cuno Amiet (1868-1961), suíço, 1892
- Fredrich E. Wallace